# Siegfried Bernhöft
Siegfried Bernhöft (* 9. August 1942 in Posen; † 6. Januar 2025 in Köln) war ein deutscher Opern- und Oratoriensänger der Stimmlage Tenor, Gesangs- und Musikpädagoge sowie Chorleiter.

## Leben
Bernhöft studierte von 1968 bis 1971 Gesang an der Musikhochschule Köln bei Joseph Metternich. Zu der Zeit war er zeitweise Mitglied beim Collegium Vocale Köln und arbeitete viel mit Karlheinz Stockhausen als Sänger seiner Werke. Auf der Weltausstellung Expo ’70 gehörte er zu den Musikern, die Stockhausens Spiral mehr als 1300 mal dort aufführten. Dafür widmete Stockhausen ihm und den anderen Musikern das Werk. Auch ein Jahr später bei der Aufführung des Vokalwerks Stimmung des Komponisten in der Villa Hammerschmidt für Gustav Heinemann gehörte Bernhöft zu den sechs Solisten, die das Werk aufführten. 1971 gehörter er ebenso zu den Solisten bei der Uraufführung von Stockhausens Sternklang.
Er bestritt internationale Konzert- und Tournee-Engagements und war ein vielgefragter Oratoriensänger mit Anstellungen unter anderem am Theater Trier sowie Verpflichtungen bei den Gandersheimer Domfestspielen. Ab 1974 arbeitete er als Gesangs-, Klavier- und Musikpädagoge und leitete ab 1982 zahlreiche Chöre.
Bernhöft war mit der Musikpädagogin und Chorleiterin Kimiko Bernhöft verheiratet. Sein Sohn ist der Geiger und Komponist Takashi Bernhöft.

## Diskografie (Auswahl)
- 1970: Karlheinz Stockhausen Sternklang, Polydor[11]